# Milan Mačvan
Milan Mačvan (serbisch-kyrillisch Милан Мачван; * 16. November 1989 in Vukovar, SFR Jugoslawien) ist ein ehemaliger serbischer Basketballspieler. Nach verheißungsvollem Karrierestart, bei dem Mačvan noch als Junior in der serbischen Herren-Auswahl debütierte, bei der EM 2009 eine Silbermedaille gewann und im NBA-Draft 2011 ausgewählt wurde, gelang ihm jedoch nicht der Sprung in die am höchsten dotierten Profiliga NBA in den Vereinigten Staaten. Nachdem er in mehreren renommierten Vereinen einer der größten Leistungsträger war, beendete Mačvan seine Karriere 2020 in Japan bei Alvark Tokyo.

## Vereinskarriere
In der Jugend spielte Mačvan für die Mannschaften von FMP Železnik in Belgrad. Bereits vor seinem 18. Geburtstag wurde er in der Seniorenmannschaft in der höchsten serbischen Spielklasse eingesetzt. Als er mit Erreichen seiner Volljährigkeit einen Profivertrag unterschreiben durfte, wechselte er gegen eine Ablöse zum Ligakonkurrenten KK Hemofarm aus Vršac, der vom damaligen U19-Nationaltrainer Miroslav Nikolić trainiert wurde, mit dem Mačvan im Sommer zuvor die U19-Weltmeisterschaft gewonnen hatte. Kurze Zeit später wurde Nikolić ausgerechnet durch Vlada Vukoičić, Mačvan Ex-Coach bei KK FMP, ersetzt. Mit KK Hemofarm wurde Mačvan 2008 jeweils Vize in nationaler Meisterschaft und Pokal sowie in der Adria-Liga.
Für seine Leistungen in der Eurocup-Saison 2008/09 wurde Mačvan zum Eurocup Rising Star als bester Nachwuchsspieler dieses internationalen Vereinswettbewerbs ernannt, als er mit KK Hemofarm das Finalturnier der besten acht Mannschaften in Turin erreichen konnte, wo man im Halbfinale gegen den späteren Gewinner Lietuvos rytas Vilnius ausschied. Im darauffolgenden Sommer 2009 wurde er zum Nike Hoop Summit eingeladen, bei dem er die Weltauswahl mit den mannschaftsinternen Bestleistungen von 23 Punkten und 14 Rebounds zum ersten Sieg über die US-Auswahl seit 1998 führen konnte, als Dirk Nowitzki die Weltauswahl zum Sieg führte. Trotz eines frühen Ausscheidens im Eurocup 2009/10 war KK Hemofarm durch die erneute serbische Vizemeisterschaft 2010 für die Qualifikation der EuroLeague 2010/11 gemeldet, wo man in der zweiten Runde in den letzten Sekunden des Rückspiels gegen den deutschen Vertreter Alba Berlin ausschied. Mačvan selbst wechselte im Dezember 2010 zum israelischen Rekordmeister Maccabi Tel Aviv, mit denen er nicht nur die nationale Meisterschaft zurückholte und den Pokalgewinn verteidigte, sondern auch ins Finale des höchsten europäischen Vereinswettbewerbs EuroLeague einzog, welches beim Final-Four-Turnier in Barcelona gegen Panathinaikos Athen mit 70:78 verloren ging.
Im Sommer 2011 wurde Mačvan beim NBA Draft von den Cleveland Cavaliers ausgewählt. Zu Beginn der Saison 2011/12 wurde er an KK Partizan Belgrad ausgeliehen, mit denen er 2012 aus Sicht des Vereins erneut das serbische Double gewann. Nachdem man in der EuroLeague 2011/12 bereits in der ersten Gruppenphase knapp am Einzug in die nächste Runde gescheitert war, schied man in der Adria-Liga als Titelverteidiger bereits im Halbfinale aus, während der Wettbewerb durch seinen Ex-Verein Maccabi gewonnen wurde. In der Saison 2012/13 gewann Mačvan mit Galatasaray SK aus Istanbul deren erste Meisterschaft seit 23 Jahren. Im Eurocup 2012/13 verpasste die Mannschaft wegen des schlechteren direkten Vergleichs gegenüber dem deutschen Vertreter ratiopharm Ulm den Sprung ins Viertelfinale, der der ambitionierten Mannschaft eine Saison später in der höherrangigen EuroLeague 2013/14 dann gelang. Gegen den späteren Dritten und spanischen Meister FC Barcelona verlor man jedoch alle drei Play-off-Partien. Umstritten verlor man dann jedoch als Titelverteidiger die Finalserie der türkischen Meisterschaft gegen den Erzrivalen Fenerbahçe Ülker in sieben Spielen, nachdem man aus Protest zur letzten Partie nicht antrat. Bei Galatasaray war Mačvan jedoch nicht wie erwartet zum Zuge gekommen und hatte seinen Platz in der serbischen Nationalmannschaft verloren, die im Sommer 2014 ohne ihn Vizeweltmeister wurde.
Um seiner Karriere einen neuen Start zu verschaffen, wechselte Mačvan zur Saison 2014/15 zurück in seine Heimat zu Serienmeister KK Partizan. Der finanziell angeschlagene Verein hatte jedoch in einer stark verjüngten Mannschaft bereits seine größten Talente wie Bogdan Bogdanović abgegeben. Trotz der individuell besten Leistung aller Spieler der Finalserie von Mačvan verlor Partizan in der Meisterschafts-Finalserie gegen den Erzrivalen Roter Stern auch die letzte Option auf einen Titelgewinn in jener Saison. Damit endete auch die Titelserie vom KK Partizan, der zuletzt 2001 nicht die nationale Meisterschaft gewonnen hatte. Anschließend wechselte Mačvan zum italienischen Rekordmeister Olimpia Armani nach Mailand, der jedoch nach der Vorrunde der EuroLeague 2015/16 im Eurocup 2015/16 weiterspielen musste.

## Nationalmannschaft
Bereits als Jugend- und Juniorenauswahlspieler spielte er eine wichtige Rolle in serbischen Auswahlmannschaften, mit denen er 2007 U19-Weltmeister, wo er zum MVP des Turniers ernannt wurde, und U18-Europameister sowie 2008 U20-Europameister werden konnte. Im Sommer 2009 war er Mitglied des Endrundenkaders bei der EM der Herren, bei denen die Serben nach einem Vorrundensieg über Weltmeister Spanien diesen im Finale mit 63:85 deutlich unterlegen waren. Bei der WM 2010 konnte man sich im Viertelfinale gegen die Spanier revanchieren, war aber im Halbfinale durch einen Buzzer Beater Gastgeber Türkei mit einem Punkt unterlegen und verlor auch das Spiel um die Bronzemedaille gegen Litauen. Bei der Basketball-Europameisterschaft 2011 schied man im Viertelfinale gegen den späteren Bronzemedaillengewinner Russland aus und belegte nach zwei weiteren Niederlagen in der Platzierungsrunde den achten Platz. Damit verpasste man auch die Qualifikation für die Olympischen Spiele 2012 in London.